# Bandar Selamat (Dolok Batu Nanggar)
Bandar Selamat is een bestuurslaag in het regentschap Simalungun van de provincie Noord-Sumatra, Indonesië. Bandar Selamat telt 2707 inwoners (volkstelling 2010).